# Nueva Independencia, Motozintla
Nueva Independencia är en ort i Mexiko.   Den ligger i kommunen Motozintla och delstaten Chiapas, i den sydöstra delen av landet, 900 km sydost om huvudstaden Mexico City. Nueva Independencia ligger 1 336 meter över havet och antalet invånare är 579.
Terrängen runt Nueva Independencia är kuperad åt sydväst, men åt nordost är den bergig. Runt Nueva Independencia är det tätbefolkat, med 343 invånare per kvadratkilometer. Närmaste större samhälle är Huixtla, 14,8 km sydväst om Nueva Independencia. I omgivningarna runt Nueva Independencia växer i huvudsak städsegrön lövskog.